# Miss Europe 2006
Miss Europe 2006 est la 60e élection de Miss Europe, qui a eu lieu le 27 octobre 2006 à Kiev, en Ukraine.
33 pays ont participé à l'élection. Pour la première fois dans l'histoire de Miss Europe, l'Ukraine organisait le concours. Les candidates ont visité la cathédrale Sainte-Sophie de Kiev, le Parlement ukrainien et le monastère Saint-Michel-au-Dôme-d'Or. La cérémonie a été orchestrée par l'animateur français Jean-Pierre Foucault et Victoria Lopyreva, Miss Russie 2003.
La gagnante, Alexandra Rosenfeld, Miss France 2006, a succédé à l'Allemande Shermine Shahrivar, Miss Europe 2005. Elle est la septième Française à remporter le titre de Miss Europe après Élodie Gossuin, Miss Europe 2001.

## Résultats

### Classement
| Résultat Final   | Candidates |
| ---------------- | --- |
| Miss Europe 2006 | - France - Alexandra Rosenfeld |
| 1re dauphine     | - Ukraine - Alena Avramenko |
| 2e dauphine      | - Espagne - Laura Ojeda Ramirez |
| 3e dauphine      | - Pologne - Katarzyna Weronika Borowicz |
| 4e dauphine      | - Biélorussie - Yuliya Sindzeyeva |
| Top 12           | - Arménie - Marina Vardanyan - Belgique - Kaat Vermeeren - Finlande - Sini Vahela - Allemagne - Daniela Domröse - Moldavie - Yekaterina Vigovsky - Norvège - Karoline Nakken - Suisse - Sabine Christina Heierli |

### Candidates
| Pays/territoire représentant | Candidate                   |
| ---------------------------- | --------------------------- |
| Allemagne                    | Daniela Domröse             |
| Albanie                      | Suada Sherifaj              |
| Arménie                      | Marina Vardanyan            |
| Autriche                     | Cathrin Czizek              |
| Belgique                     | Kaat Vermeeren              |
| Biélorussie                  | Yuliya Sindzeyeva           |
| Bosnie-Herzégovine           | Valentina Jurkovic          |
| Bulgarie                     | Ralitsa Bratovanova         |
| Danemark                     | Sandra Vester               |
| Chypre                       | Constantina Christodoulou   |
| Espagne                      | Laura Ojeda Ramirez         |
| Estonie                      | Jana Kuvaitseva             |
| France                       | Alexandra Rosenfeld         |
| Finlande                     | Sini Vahela                 |
| Grande-Bretagne              | Eleanor Glynn               |
| Géorgie                      | Tatia Aprasidze             |
| Grèce                        | Olympia Chopsonidou         |
| Hongrie                      | Semmi-Kis Tünde             |
| Islande                      | Asdis Svava Hallgrimsdottir |
| Malte                        | Sefora Micallef             |
| Moldavie                     | Ekaterina "Kate" Vigovsky   |
| Monténégro                   | Maja Perović                |
| Norvège                      | Karoline Nakken             |
| Pays-Bas                     | Florencia Mulder            |
| Pologne                      | Katarzyna Weronika Borowicz |
| République tchèque           | Daniela Fraňková            |
| Roumanie                     | Irina Cucireve              |
| Serbie                       | Ana Shain                   |
| Suède                        | Cecilia Kristensen          |
| Slovaquie                    | Katarina Holanova           |
| Turquie                      | Selda Öğrük                 |
| Ukraine                      | Alena Avramenko             |

## Ordre d'annonce des finalistes
| 1. Finlande 2. Moldavie 3. Norvège 4. Arménie 5. Suisse 6. Belgique 7. France 8. Espagne 9. Biélorussie 10. Pologne 11. Ukraine 12. Allemagne | 1. France 2. Pologne 3. Ukraine 4. Espagne 5. Biélorussie |

## Invités musicaux
- Lubov de Iryna Bilyk et Omar Harfouch (Performance en Live)

## Jury
| Membre | Membre                     | Nationalité          | Notes                                                                |
| ------ | -------------------------- | -------------------- | -------------------------------------------------------------------- |
|        | Roberto Cavalli            | Italienne            | Styliste.                                                            |
|        | Charles-Philippe d'Orléans | Française            | Prince français.                                                     |
|        | Adriana Karembeu           | Slovaque             | Actrice et mannequin.                                                |
|        | Anthony Delon              | Française Américaine | Acteur.                                                              |
|        | Alexandre Zouari           | Française            | Coiffeur et maquilleur.                                              |
|        | Caroline Gruosi-Scheufele  | Allemande            | Femme d'affaires, directrice artistique et co-présidente de Chopard. |

## Observations

### Retours
Dernière participation en 2002
- Autriche ;
- Géorgie.

Dernière participation en 2003
- Albanie.

### Désistements
- Croatie
- Gibraltar
- Irlande
- Israël
- Lettonie
- Portugal
- Russie

### Représentation des candidates aux concours de beauté internationaux
| \| Concours de beauté international \| Année \| Pays/Territoire \| Candidate \| Classement \| \| -------------------------------- \| ----- \| --------------- \| --------------------- \| -------------------------------------- \| \| Miss Univers \| 2006 \| France \| Alexandra Rosenfeld \| Non classée \| \| Miss Univers \| 2006 \| Grèce \| Olympia Chopsonidou \| Non classée \| \| Miss Monde \| 2004 \| Pologne \| Katarzyna Borowicz \| 3e dauphine \| \| Miss Monde \| 2005 \| Hongrie \| Semmi-Kis Tünde \| Non classée \| \| Miss Monde \| 2006 \| Grande-Bretagne \| Eleanor Glynn \| Non classée (Représente l'Angleterre ) \| \| Miss Monde \| 2006 \| Islande \| Ásdís Hallgrímsdóttir \| Non classée \| \| Miss Monde \| 2009 \| Biélorussie \| Yulia Sindzeyeva \| Non classée \| \| Miss International \| 2007 \| Biélorussie \| Yulia Sindzeyeva \| 2e dauphine \| \| Miss Terre \| 2005 \| Pologne \| Katarzyna Borowicz \| 2e dauphine \| \| Miss Model of the World \| 2007 \| Biélorussie \| Yulia Sindzeyeva \| Semi-finaliste \| | - Gagnante - 1re Dauphine - 2e Dauphine - 3e Dauphine - 4e Dauphine - 5e Dauphine - Top 12 |                 |                       |                                        |
| Concours de beauté international | Année                                                                                      | Pays/Territoire | Candidate             | Classement                             |
| Miss Univers | 2006                                                                                       | France          | Alexandra Rosenfeld   | Non classée                            |
| Miss Univers | 2006                                                                                       | Grèce           | Olympia Chopsonidou   | Non classée                            |
| Miss Monde | 2004                                                                                       | Pologne         | Katarzyna Borowicz    | 3e dauphine                            |
| Miss Monde | 2005                                                                                       | Hongrie         | Semmi-Kis Tünde       | Non classée                            |
| Miss Monde | 2006                                                                                       | Grande-Bretagne | Eleanor Glynn         | Non classée (Représente l'Angleterre ) |
| Miss Monde | 2006                                                                                       | Islande         | Ásdís Hallgrímsdóttir | Non classée                            |
| Miss Monde | 2009                                                                                       | Biélorussie     | Yulia Sindzeyeva      | Non classée                            |
| Miss International | 2007                                                                                       | Biélorussie     | Yulia Sindzeyeva      | 2e dauphine                            |
| Miss Terre | 2005                                                                                       | Pologne         | Katarzyna Borowicz    | 2e dauphine                            |
| Miss Model of the World | 2007                                                                                       | Biélorussie     | Yulia Sindzeyeva      | Semi-finaliste                         |